# Pola Stawowe
Pola Stawowe, do 1945 niem.Teich Äcker – obszar we Wrocławiu na południe od dworca Wrocław Główny w rejonie otoczonym współcześnie ulicami Glinianą, Gajową, Borowską i Suchą na terenie obecnego osiedla Huby.

## Historia
W 1868 w granice administracyjne Wrocławia został włączony obszar na południe od dworca głównego, obejmujący między innymi obecne osiedle Huby, zwany Pola Stawowe, na którym znajdował się m.in. ogród miejski i staw rybny w miejscu, gdzie znajdowało się wyrobisko gliny. Po przyłączeniu tego terenu do miasta powstało kilka projektów zagospodarowania tego miejsca. W 1868 architekt H. Lüdtke postulował, by w tym miejscu powstał park. Następna koncepcja została ogłoszona w roku 1870 przez Carla Johanna Christiana Zimmermanna, który postulował stworzenie parku krajobrazowego wokół wznoszonej właśnie świątyni ewangelickiej. Teren zagospodarowano według innego planu, który opracował Ludwig Fintelmann – czterohektarowy zieleniec. Była to koncepcja tymczasowa, zakładająca stworzenie w przyszłości dużego parku w tym miejscu. Park jednak nigdy nie powstał, a w 1891 koncepcję zarzucono wraz z wybudowaniem Parku Południowego. Same Pola Stawowe ograniczono po wytyczeniu ulic Dyrekcyjnej, Dawida i Joannitów. Pozostały obszar zadrzewiono i w tej postaci pozostał do czasów II wojny światowej.
Kościół Zbawiciela z charakterystyczną wieżą o wysokości 66 metrów rozebrano po II wojnie światowej, jak również znajdującą się przy ul. Joannitów ewangelicką szkołę dla chłopców. Park w tym miejscu, zwany potocznie „małpim gajem”, istniał do 1975. Był zaniedbany i zarośnięty krzewami, wśród mieszkańców cieszył się złą sławą. W 1975 zapadła decyzja o wybudowaniu w tym miejscu dworca autobusowego, który funkcjonował tu do końca 2013 r., kiedy podjęto budowę na jego miejscu nowej galerii handlowej Wroclavia z (umieszczonym w podziemiu) głównym autobusowym Dworcem Wrocław. Budowę tę ukończono i oddano do użytku w październiku 2017.